# Stănișești, Bacău
Stănișești este satul de reședință al comunei cu același nume din județul Bacău, Moldova, România.